# Finale KNVB Beker 2025 (mannen)
De finale van de KNVB Beker 2024/25 was de 106e eindstrijd van het Nederlandse voetbalbekertoernooi. De voetbalwedstrijd werd gespeeld tussen AZ en Go Ahead Eagles op 21 april 2025 in Stadion Feijenoord te Rotterdam met Danny Makkelie als scheidsrechter. Na benutte strafschoppen van Troy Parrott en Mats Deijl in de reguliere speeltijd won Go Ahead Eagles de penaltyserie met 2–4. Zo won Go Ahead Eagles voor het eerst in zijn clubgeschiedenis de KNVB Beker, nam het de beker over van Feyenoord en plaatste het zich voor het hoofdtoernooi van de UEFA Europa League 2025/26 en de Johan Cruijff Schaal 2025.

## Voorgeschiedenis
AZ speelde zeven keer eerder in de finale van de KNVB Beker. Het won de edities van 1978, 1981, 1982 en meest recentelijk tegen PSV in 2013, terwijl AZ de edities van 2007, 2017 en meest recentelijk tegen Feyenoord in 2018 verloor. Go Ahead Eagles speelde één keer eerder de KNVB Bekerfinale; het verloor in 1965 met 1–0 van Feyenoord.
Het meest recentelijke bekerduel tussen AZ en Go Ahead Eagles werd gespeeld in de tweede ronde van 2002, toen AZ met 2–3 won. Eerder in het seizen 2024/25 speelden AZ en Go Ahead Eagles ook al tegen elkaar in de Eredivisie; op 27 oktober 2024 eindigde het duel in het AFAS Stadion in een 2–2 gelijkspel. Twee weken na de bekerfinale zou de wedstrijd in de competitieverband gespeeld worden in De Adelaarshorst.
AZ-trainer Maarten Martens trainde nooit eerder in een bekerfinale, maar kwam als speler wel in actie in de finale van 2007, toen AZ na een strafschoppenserie verloor van AFC Ajax. Hij kwam niet in actie toen zijn teamgenoten van AZ de finale van 2013 won. Go Ahead Eagles-trainer Paul Simonis stond nooit eerder in een bekerfinale.
Op 11 april 2025 werd Danny Makkelie aangesteld als scheidsrechter voor de finale. Hij floot eerder de KNVB Bekerfinales van 2017, toen AZ met 0–2 verloor van Vitesse, en 2022, toen PSV met 2–1 won van AFC Ajax.

## Weg naar de finale
| AZ                                                                       | Route naar de finale | Go Ahead Eagles                                                                      |
| bye                                                                      | Eerste ronde         | bye                                                                                  |
| AZ 3 – 1 FC Groningen 18 december 2024, AFAS Stadion                     | Tweede ronde         | Sparta Rotterdam 1 – 1 n.v. (4–5 pen.) Go Ahead Eagles 18 december 2024, Het Kasteel |
| AZ 2 – 0 AFC Ajax 14 januari 2025, AFAS Stadion                          | Achtste finales      | Go Ahead Eagles 3 – 1 FC Twente 15 januari 2025, De Adelaarshorst                    |
| AZ 3 – 1 Quick Boys 6 februari 2025, AFAS Stadion                        | Kwartfinales         | Go Ahead Eagles 3 – 0 vv Noordwijk 5 februari 2025, De Adelaarshorst                 |
| Heracles Almelo 2 – 2 n.v. (3–4 pen.) AZ 27 februari 2025, Asito Stadion | Halve finales        | PSV 1 – 2 Go Ahead Eagles 26 februari 2025, Philips Stadion                          |

### AZ
Doordat AZ deelnam aan het Europees clubvoetbal, werd het voor de eerste ronde van het bekertoernooi vrijgeloot. In de tweede ronde stond het in eigen huis tegenover FC Groningen. Na goals van Sven Mijnans en Leandro Bacuna was de ruststand 1–1, waarna AZ via Ruben van Bommel en Jayden Addai met 3–1 won. In de achtste finales volgde een nieuwe thuiswedstrijd tegen een eredivisionist, ditmaal tegen AFC Ajax. In de eerste helft kopte Wouter Goes van dichtbij raak en in de tweede helft besliste Mexx Meerdink het duel. Zo kan AZ zich opmaken voor de kwartfinales, waarin het de amateurclub Quick Boys ontving. Het openingsdoelpunt van Addai werd nog gevolgd door een gelijkmaker van Patrick Brouwer, maar een benutte strafschop van Troy Parrott bracht AZ een nieuwe voorsprong, voordat Kees Smit in de blessuretijd voor de beslissing zorgde. AZ's laatste bestemming voor de finale was het Asito Stadion, waar het zou spelen tegen Heracles Almelo. AZ kwam in de eerste helft tweemaal op een voorsprong; eerst via Ernest Poku en na een gelijkmaker van Damon Mirani via Mayckel Lahdo. Na een gelijkmaker van Suf Podgoreanu werd nog wel een verlenging en een penaltyserie gespeeld. Nadat Bryan Limbombe de zesde strafschop voor Heracles Almelo op de paal schoot, plaatste AZ zich voor de finale.

### Go Ahead Eagles
Doordat Go Ahead Eagles deelnam aan het Europees clubvoetbal, werd het voor de eerste ronde van het bekertoernooi vrijgeloot. In de tweede ronde ging het op bezoek bij Sparta Rotterdam. Na het openingsdoelpunt van Jakob Breum in de eerste helft, maakte Charles-Andreas Brym de gelijkmaker voor Sparta Rotterdam in de tweede helft. In de verlenging werd niet gescoord, waarna een penaltyserie de beslissing moest brengen. Bij Go Ahead Eagles werden alle vijf de strafschoppen benut, terwijl Ayoub Oufkir miste voor Sparta Rotterdam, waarmee Go Ahead Eagles verder bekerde. In de achtste finales kreeg het FC Twente op bezoek. De Deventenaren keken in de rust tegen een achterstand aan vanwege een doelpunt van Sem Steijn. In de tweede helft werd dat echter omgedraaid in een 3–1 overwinning, dankzij treffers van Oliver Edvardsen, Mats Deijl en Mathis Suray. Go Ahead Eagles speelde in de kwartfinales tegen de amateurclub vv Noordwijk. Suray zorgde voor een 1–0 voorsprong in de rust. De voorsprong werd via twee eigen doelpunten uitgebreid naar 3–0, waarna vv Noordwijk met enkel een doelpunt van Ruben Marbus te weinig terug deed. Go Ahead Eagles' laatste horde richting de bekerfinale was een uitwedstrijd tegen PSV. In de tweede helft scoorden Gerrit Nauber en Victor Edvardsen snel achter elkaar. In de tweede helft maakte Ivan Perišić de aansluitingstreffer voor de thuisclub, maar Go Ahead Eagles hield stand en zorgde zo voor een stunt, goed voor een plek in de bekerfinale.

## Wedstrijd

### Verloop
Bij AZ ontbrak aanvoerder Jordy Clasie met een spierblessure en Alexandre Penetra met een schorsing. Bij Go Ahead Eagles konden Jakob Breum en Dean James niet meespelen vanwege blessureleed. Go Ahead Eagles-doelman Jari De Busser keerde in de eerste helft schot van David Møller Wolfe, voordat hij een doelpoging van Troy Parrott op de paal tikte. Voor de rust schoot Ernest Poku nog naast, voordat Victor Edvardsen aan de andere kant stuitte op Rome-Jayden Owusu-Oduro. Aan het begin van de tweede helft lag de wedstrijd tijdelijk stil vanwege rook, snel gevolgd voor een strafschop voor AZ na raadplegen van de videoscheidsrechter voor een overtreding van Joris Kramer op Poku. Parrotts poging vanaf de penaltystip werd gekeerd door De Busser en de bal werd weggewerkt door Mathis Suray, die echter te vroeg was ingelopen. Parrott schoot bij zijn herkansing wel raak, voordat hij geblesseerd afgelost werd door Mexx Meerdink. Oliver Antman en Søren Tengstedt schoten de bal naast het doel van AZ, waarmee AZ lang stand hield. De Busser voorkwam vervolgens tweemaal dat Meerdink het duel besliste. In de blessuretijd redde Owusu-Oduro op een schot van dichtbij van Oscar Pettersson, voordat Go Ahead Eagles een strafschop kreeg na een handsbal van Peer Koopmeiners. Vanaf elf meter schoot aanvoerder Mats Deijl in de slotseconden de gelijkmaker binnen. In de verlenging verrichtte De Busser nog twee reddingen en schoten Pettersson en Milan Smit naast, maar werd er niet gescoord. In de daaropvolgende penaltyserie schoten alle vier de spelers van Go Ahead Eagles raak, terwijl de strafschoppen van Zico Buurmeester en Mayckel Lahdo werden gestopt door De Busser. Zo won Go Ahead Eagles de finale.

### Details
|                             |                                        |                                 |                              | |
| 21 april 2025 18:00 (UTC+2) | AZ                                     | 1 – 1 (n.v.) (0 – 0) 2 – 4 pen. | Go Ahead Eagles              | Stadion: Stadion Feijenoord, Rotterdam Toeschouwers: 42.972 Scheidsrechter: Danny Makkelie Assistenten: Hessel Steegstra Assistenten: Jan de Vries Vierde official: Allard Lindhout Video-assistent: Rob Dieperink AVAR: Erwin Blank |
| 21 april 2025 18:00 (UTC+2) | Parrott 54' (pen.)                     | Verslag                         | 90+9' (pen.) Deijl           | Stadion: Stadion Feijenoord, Rotterdam Toeschouwers: 42.972 Scheidsrechter: Danny Makkelie Assistenten: Hessel Steegstra Assistenten: Jan de Vries Vierde official: Allard Lindhout Video-assistent: Rob Dieperink AVAR: Erwin Blank |
| 21 april 2025 18:00 (UTC+2) | Strafschoppen                          |                                 |                              | Stadion: Stadion Feijenoord, Rotterdam Toeschouwers: 42.972 Scheidsrechter: Danny Makkelie Assistenten: Hessel Steegstra Assistenten: Jan de Vries Vierde official: Allard Lindhout Video-assistent: Rob Dieperink AVAR: Erwin Blank |
| 21 april 2025 18:00 (UTC+2) | Meerdink Koopmeiners Buurmeester Lahdo |                                 | Deijl Tengstedt Smit Dirksen | Stadion: Stadion Feijenoord, Rotterdam Toeschouwers: 42.972 Scheidsrechter: Danny Makkelie Assistenten: Hessel Steegstra Assistenten: Jan de Vries Vierde official: Allard Lindhout Video-assistent: Rob Dieperink AVAR: Erwin Blank |
|                             |                                        |                                 |                              | |

| AZ | Go Ahead Eagles |

| DM              | 01 | Rome-Jayden Owusu-Oduro |         |
| RA              | 16 | Seiya Maikuma           | 94'     |
| CV              | 03 | Wouter Goes             | 89'     |
| CV              | 04 | Bruno Martins Indi      | 88'     |
| LA              | 18 | David Møller Wolfe      |         |
| CM              | 16 | Peer Koopmeiners        |         |
| CM              | 26 | Kees Smit               | 89'     |
| AM              | 16 | Sven Mijnans ( 88')     |         |
| RB              | 21 | Ernest Poku             | 62' 81' |
| SP              | 09 | Troy Parrott            | 60'     |
| LB              | 07 | Ruben van Bommel        | 81'     |
| Wisselspelers:  |    |                         |         |
| DM              | 12 | Hobie Verhulst          |         |
| DM              | 41 | Jeroen Zoet             |         |
| VD              | 22 | Maxim Dekker            | 88'     |
| VD              | 30 | Denso Kasius            | 94'     |
| VD              | 34 | Mees de Wit             |         |
| MV              | 24 | Lewis Schouten          |         |
| MV              | 28 | Zico Buurmeester        | 89'     |
| MV              | 67 | Kasper Boogaard         |         |
| AV              | 11 | Ibrahim Sadiq           | 81'     |
| AV              | 16 | Jayden Addai            |         |
| AV              | 23 | Mayckel Lahdo           | 81'     |
| AV              | 34 | Mexx Meerdink           | 60'     |
| Coach:          |    |                         |         |
| Maarten Martens |    |                         |         |

| DM             | 22 | Jari De Busser    |         |
| RA             | 02 | Mats Deijl        |         |
| CV             | 03 | Gerrit Nauber     | 120'    |
| CV             | 04 | Joris Kramer      | 84'     |
| LA             | 29 | Aske Adelgaard    | 80'     |
| CM             | 21 | Enric Llansana    | 95'     |
| CM             | 08 | Evert Linthorst   | 80'     |
| AM             | 16 | Victor Edvardsen  | 90+9'   |
| RB             | 19 | Oliver Antman     | 94'     |
| SP             | 09 | Milan Smit        |         |
| LB             | 17 | Mathis Suray      | 89'     |
| Wisselspelers: |    |                   |         |
| DM             | 01 | Luca Plogmann     |         |
| DM             | 30 | Sven Jansen       |         |
| DM             | 33 | Nando Verdoni     |         |
| VD             | 24 | Luca Everink      |         |
| VD             | 26 | Julius Dirksen    | 120'    |
| MV             | 06 | Calvin Twigt      | 94'     |
| MV             | 15 | Robbin Weijenberg | 90'     |
| AV             | 10 | Søren Tengstedt   | 80'     |
| AV             | 11 | Oskar Sivertsen   |         |
| AV             | 14 | Oscar Pettersson  | 89'     |
| AV             | 27 | Finn Stokkers     | 80' 90' |
| AV             | 31 | Ofosu Boakye      |         |
| Coach:         |    |                   |         |
| Paul Simonis   |    |                   |         |

### Statistieken
| Statistieken       | AZ | GAE |
| ------------------ | -- | --- |
| Doelpunten         | 1  | 1   |
| Gele kaarten       | 2  | 3   |
| Rode kaarten       | 0  | 0   |
| Wissels            | 6  | 6   |
| Schoten op doel    | 9  | 3   |
| Schoten naast doel | 11 | 8   |
| Hoekschoppen       | 7  | 3   |
| Overtredingen      | 16 | 18  |
| Buitenspel         | 0  | 2   |
| Balbezit (%)       | 46 | 54  |

## Nasleep
Door de finale te winnen werd Go Ahead Eagles de veertigste club die de KNVB Beker won, en de eerste nieuwe winnaar van de prijs sinds SBV Vitesse in 2017, ook tegen AZ. Met zijn kwalificatie voor de competitiefase van de UEFA Europa League 2025/26 zou het ook voor het eerst in zestig jaar deelnemen aan een hoofdtoernooi in het Europees clubvoetbal. Uitblinker Jari De Busser vertelde dat hij tijdens de finale een tijdje wazig had gezien. Go Ahead Eagles zou twee dagen na de finale, op woensdag 23 april 2025, gehuldigd worden met een busrit in Deventer.